# Ááhársuálui
Ááhársuálui är en ö i Finland. Den ligger i sjön Nammijärvi och i kommunen Enare i den ekonomiska regionen Norra Lappland och landskapet Lappland, i den norra delen av landet, 1 000 km norr om huvudstaden Helsingfors. Öns area är 11,8 hektar och dess största längd är 0,6 kilometer i nord-sydlig riktning.